# 1980年電子遊戲界

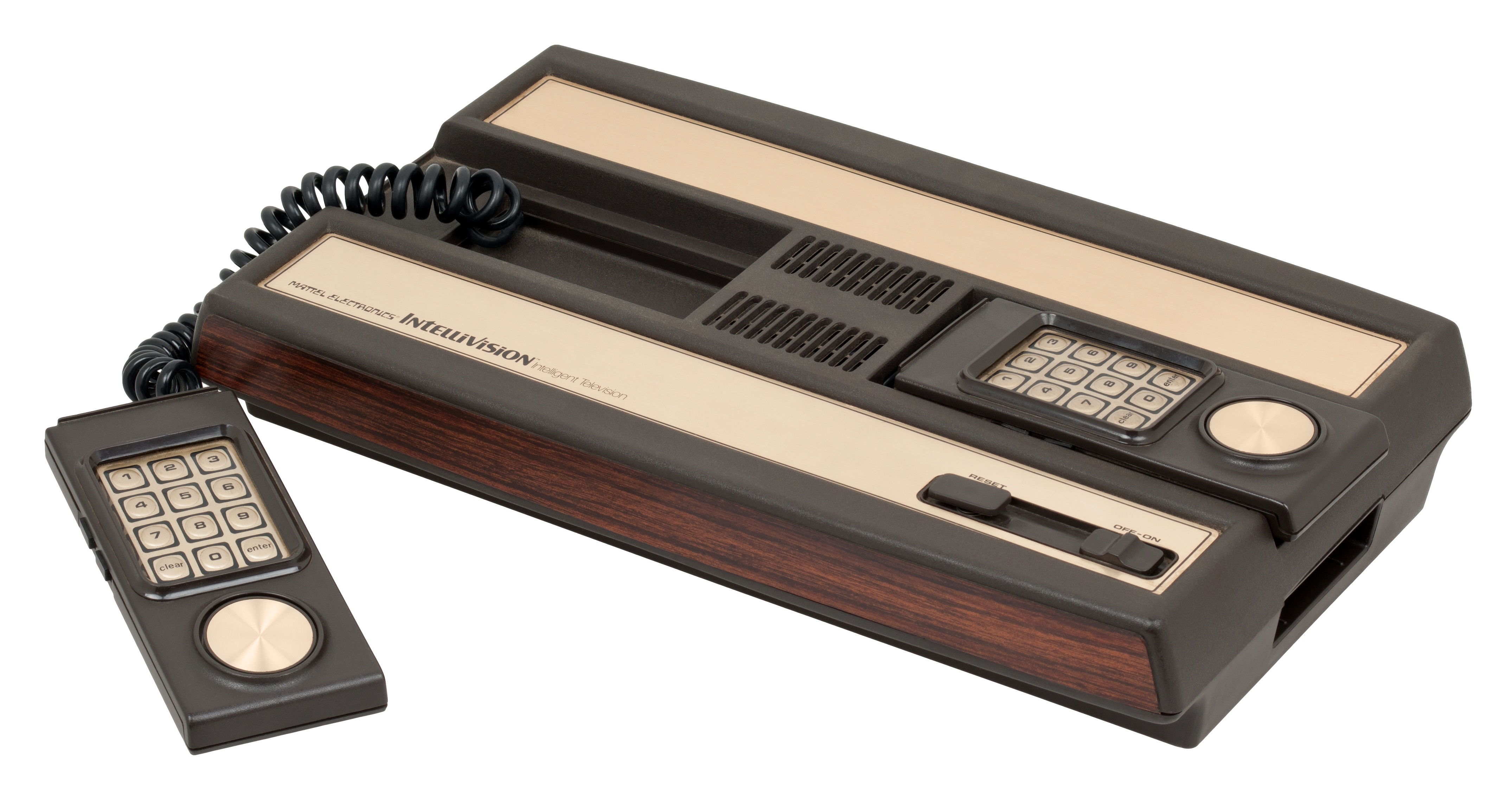
Intellivision，美泰公司于 1979 年发布的第二代视频游戏机

## 事件

### 奖项
- 《Electronic Games》举办了首届街机奖，这是最早的电子游戏奖项典礼。奖项授予1978－1979年发行的游戏，《太空侵略者》获得年度游戏总奖。

### 商业
- 新公司：Mindscape（英语：Mindscape Group）和雪乐山。
- 美泰兒创立了最早的五程序员Intellivision游戏设计团队，公司在《電視指南》采访中对他们的名字保密，杂志编辑将之昵称为Blue Sky Rangers。
- 美国街机游戏产值28.1亿美元[1]。

## 知名发行

### 游戏
街机
- 5月22日 － 南梦宫发行《吃豆人》（日版原名“Puckman”，後來遊戲準備在歐美地區上市前夕，因與英文中常用的脏话相似（P換成F）原因而統一更名為“Pac-Man”）。游戏成为史上最卖座的电子游戏之一[2]。游戏创造了最早的游戏吉祥物角色、确立了迷宫追逐游戏类型[3]、引入了power-up[4]、并采用了过场动画[5]。
- 7月 － 华纳通讯的雅达利发行了《Missile Command》。
- 11月 － 南梦宫发行了《Rally-X》，这是首个采用奖励关卡的迷宫。游戏还采用多方向卷轴。
- 11月 － 任天堂在北美发行《雷达范围》。游戏采用伪3D和第三人称视角。
- 11月 － Universal（英语：Universal (game company)）发行《Space Panic》，其常被称为首款平台游戏。
- 11月 － 华纳通讯的雅达利发行了《终极战区》。
- Stern Electronics发行了《Berzerk》。

电脑
- 12月 － Infocom发行了《魔域I》，这是首款《魔域》游戏，也是Infocom的第一款游戏。
- 《Rogue》于当年发行。该游戏由迈克尔·托依、格伦·韦科曼、肯·阿诺德、乔·雷恩编写。游戏后来衍生出Roguelike类型。
- Edu-Ware发行了《密諜》。游戏零散改编自1960年代同名电视连续剧。游戏由David Mullich编程，是Apple II平台经典作品。

掌机
- 任天堂发行横井军平设计的LCD掌上游戏机系列Game & Watch。

### 硬件
街机
- 5月 － 南梦宫吃豆人硬件首发。
- 12月 － Data East发行DECO卡带系统，这是最早的标准化街机平台，在街机黄金时代开发了许多游戏。

家庭用
- 美泰兒发行了电子游戏机Intellivision。
- Sinclair Research发行了ZX80（英语：Sinclair ZX80）家用电脑。
- 艾康電腦发行科艾康原子，这是英国第一款玩游戏的“家庭”电脑。